# کیویکس
کیویکس یک نرم‌افزار متن‌باز برای خواندن محتویات اینترنت به صورت آفلاین می‌باشد که با هدف آفلاین ساختن ویکی‌پدیا ایجاد شده‌است. به وسیله کیویکس شما قادر خواهید بود که از ویکی‌پدیا در هر نقطه‌ای از دنیا مثلاً روی یک قایق یا کوه و جنگل استفاده کنید! کیویکس این کار را به وسیله خواندن فایل‌های فشرده شده (ZIM) انجام می‌دهد.

کیویکس یک نرم‌افزار آزاد با پروانهٔ GPL3 است، بدین معنا که شما قادر خواهید بود آن را آزادانه کپی کنید، تغییر دهید یا پخش کنید. در اصل کیویکس برای رایانه‌هایی که به اینترنت دسترسی ندارند و مخصوصاً کمک به کشورهای در حال توسعه ساخته شده‌است.

کیویکس از ساختار موزیلا استفاده می‌کند و بیش از ۸۰ زبان دنیا از جمله فارسی را پشتیبانی می‌کند. از قابلیت‌های برجسته آن می‌توان به امکان جستجو در متن و خروجی دادن به صورت PDF و HTML اشاره کرد.

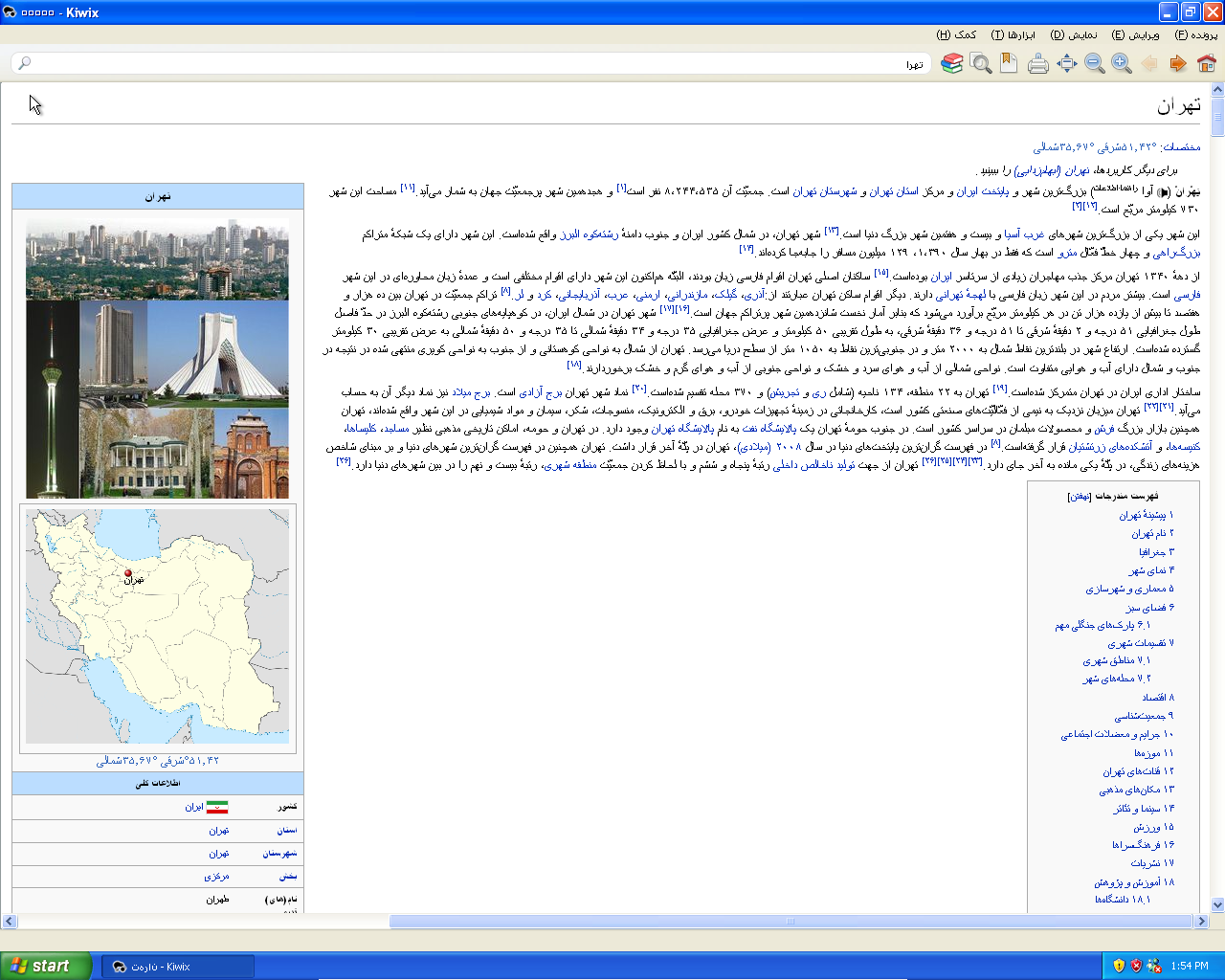
تصویری از نسخه ۰٫۹

## روش استفاده
به منظور نصب کیویکس روی کامپیوتر خود می‌توانید به وبسایت اصلی این پروژه رفته و نسخه‌ای از این برنامه را متناسب با سیستم‌عامل  تان دریافت کرده و نصب کنید. هنگامی که این برنامه را نصب و اجرا کردید، از شما به منظور دریافت آخرین کتابخانه‌ها سؤال خواهد شد. این کتابخانه‌ها در واقع همان مجموعه مقالات ویکی‌پدیا هستند. کافیست روی دکمه Download مربوط به کتابخانه مورد نظرتان کلیک کنید. پس از اتمام دانلود از شما به منظور بازکردن فایل جدید ویکی‌پدیا سؤال خواهد شد. البته ما در پایان مطلب لینک دانلود مربوط به فایل ویکی‌پدیای فارسی را برای شما قرار داده‌ایم. می‌توانید آن را به صورت مستقیم دریافت کرده و بعداً وارد برنامه کنید.
فایلی که همه مقالات در آن گنجانده شده‌است، فایلی با پسوند ZIM می‌باشد. اگر فایل را از طریق برنامه کیویکس دانلود کنید، در مسیر زیر ذخیره می‌شود:
C:\Users\[username]\AppData\Roaming\www.kiwix.org\Kiwix\Profiles\[random].default
همچنین باید توجه داشته باشید که در صورت استفاده از نسخه قابل حمل کیویکس (Portable)، باید فایل ZIM را همراه برنامه جابجا کنید.
هنگامی که یکی از ویکی‌ها را باز می‌کنید – مثلاً ویکی زبان فارسی – صفحه خانگی باز شده و به شما تعدادی از مقالات موجود را نمایش می‌دهد. البته شما می‌توانید با استفاده از سیستم جستجوی ویکی نیز مقالات مورد نظرتان را به راحتی پیدا کنید. هنگامی که برای اولین بار قصد جستجو در کیویکس را دارید، از شما به منظور ایجاد یک ایندکس سؤال می‌شود. اکیداً توصیه می‌کنیم که این اجازه را بدهید. چون واقعاً سرعت جستجوی شما را بالا خواهد برد. فرایند ایجاد ایندکس بسته به حجم ویکی مورد نظر شما، طول می‌کشد.
از دیگر قابلیت‌های کیویکس می‌توان به مواردی مثل زوم به داخل و بیرون، پرینت گرفتن از مقالات، جستجو در بین متون به منظور یافتن کلمه یا جمله‌ای خاص یا افزودن مقاله‌ای به بوکمارک‌ها به منظور دسترسی ساده‌تر اشاره کرد.